# CHL Goaltender of the Year

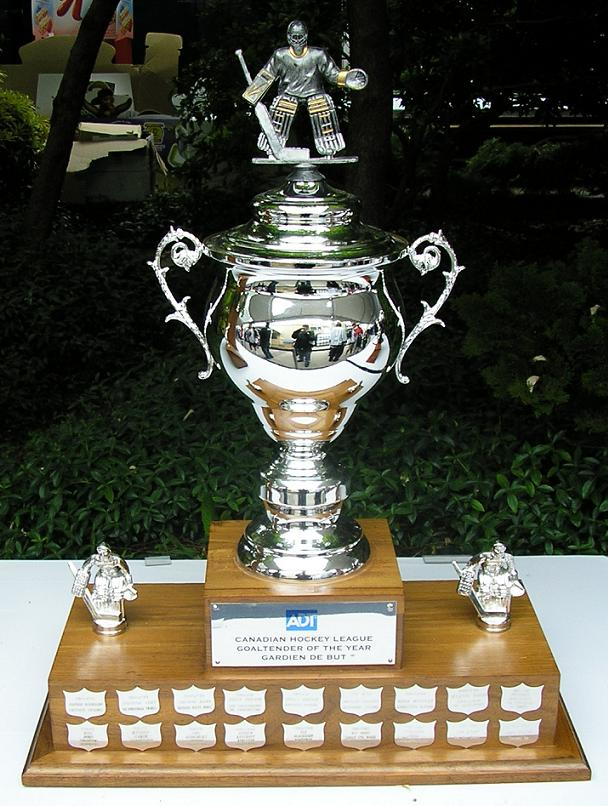
Trofej Goaltender of the Year

Goaltender of the Year je hokejová trofej, která je každoročně udělována nejlepšímu brankáři v Canadian Hockey League. 
| Sezóna  | Hráč                | Tým                         | Liga             |
| ------- | ------------------- | --------------------------- | ---------------- |
| 2022/23 | Nathan Darveau      | Victoriaville Tigres        | QMJHL            |
| 2021/22 | Dylan Garand        | Kamloops Blazers            | WHL              |
| 2020/21 | trofej neudělena    | trofej neudělena            | trofej neudělena |
| 2019/20 | Dustin Wolf         |                             | WHL              |
| 2018/19 | Ian Scott           | Prince Albert Raiders       | WHL              |
| 2017/18 | Carter Hart         | Everett Silvertips          | WHL              |
| 2016/17 | Michael McNiven     | Owen Sound Attack           | OHL              |
| 2015/16 | Carter Hart         | Everett Silvertips          | WHL              |
| 2014/15 | Philippe Desrosiers | Rimouski Océanic            | QMJHL            |
| 2013/14 | Jordon Cooke        | Kelowna Rockets             | WHL              |
| 2012/13 | Patrik Bartošák     | Red Deer Rebels             | WHL              |
| 2011/12 | Michael Houser      | London Knights              | OHL              |
| 2010/11 | Darcy Kuemper       | Red Deer Rebels             | WHL              |
| 2009/10 | Jake Allen          | Drummondville Voltigeurs    | QMJHL            |
| 2008/09 | Mike Murphy         | Belleville Bulls            | OHL              |
| 2007/08 | Chet Pickard        | Tri-City Americans          | WHL              |
| 2006/07 | Carey Price         | Tri-City Americans          | WHL              |
| 2005/06 | Justin Pogge        | Calgary Hitmen              | WHL              |
| 2004/05 | Jeff Glass          | Kootenay Ice                | WHL              |
| 2003/04 | Cam Ward            | Red Deer Rebels             | WHL              |
| 2002/03 | Adam Russo          | Acadie-Bathurst Titan       | QMJHL            |
| 2001/02 | Ray Emery           | Sault Ste. Marie Greyhounds | OHL              |
| 2000/01 | Dan Blackburn       | Kootenay Ice                | WHL              |
| 1999/00 | Andrew Raycroft     | Kingston Frontenacs         | OHL              |
| 1998/99 | Cody Rudkowsky      | Seattle Thunderbirds        | WHL              |
| 1997/98 | Mathieu Garon       | Chicoutimi Saguenéens       | QMJHL            |
| 1996/97 | Marc Denis          | Chicoutimi Saguenéens       | QMJHL            |
| 1995/96 | Frédéric Deschenes  | Granby Prédateurs           | QMJHL            |
| 1994/95 | Martin Biron        | Beauport Harfangs           | QMJHL            |
| 1993/94 | Norm Maracle        | Saskatoon Blades            | WHL              |
| 1992/93 | Jocelyn Thibault    | Sherbrooke Faucons          | QMJHL            |
| 1991/92 | Corey Hirsch        | Kamloops Blazers            | WHL              |
| 1990/91 | Félix Potvin        | Chicoutimi Saguenéens       | QMJHL            |
| 1989/90 | Trevor Kidd         | Brandon Wheat Kings         | WHL              |
| 1988/89 | Stéphane Fiset      | Victoriaville Tigres        | QMJHL            |
| 1987/88 | Stéphane Beauregard | Saint-Jean Castors          | QMJHL            |